# جینسنگ
جینسینگ یا آدم‌گیاه (به انگلیسی: Ginseng) نامی است عمومی برای هر یک از ۱۱ گونه گیاهان همیشه‌سبز از سرده همه‌درمان از خانواده عشقه‌ایان. ویژگی تمام این گیاهان آن است که حاوی نوعی گلیکوزید استروئیدی به نام جینسنوزاید هستند.
باور بر این است که جینسنگ برای بهبود سلامت مفید است. این گیاهان کوتاه، با رشد کم و با ریشه‌های گوشتی دارای یک ریشه رنگی دندانه‌دار شکل، یک ساقه نسبتاً بلند و برگ‌های سبز با شکل بیضوی هستند. برخی اعتقادشان بر این است که هر دو جینسنگ آمریکایی و جینسنگ آسیایی انرژی را افزایش می‌دهند، سطح قند خون و سطح کلسترول را پایین آورده و استرس را کم کرده. آرام‌بخش هستند و در درمان دیابت مؤثرند و اختلال عملکرد جنسی در مردان را مدیریت می‌کنند.
ریشه‌های جینسنگ فقط در فصل پاییز جمع‌آوری می‌شوند چرا که فقط در این حالت است که می‌توانند حالت گوشتی و ظاهر مناسب و مطبوع خود را حتی پس از خشک شدن نیز حفظ کنند.

## نام
واژه جینسنگ از کلمه چینی جین‌سنگ (و در تلفظ دیگر: رین‌شن 人参) گرفته شده‌است. «رین» در چینی به معنی «مرد/آدم» و «شِن» به معنی نوعی گیاه یا ریشهٔ گیاه است. نام آدم‌گیاه به این خاطر به این گیاه داده شده‌است که شکل ریشه‌های دوشاخه آن شبیه به پاهای انسان است. کاربرد آن در زبان‌های غربی به سدهٔ هفدهم بازمی‌گردد.

## گیاه‌شناسی
جینسنگ در دسته گیاهان همه ساله و دائمی قرار می‌گیرد. بسیار کند رشد بوده و به سال‌ها وقت برای بلوغ خود نیازمند است. ریشه‌ای بزرگ و گوشتی داشته و طول آن به cm 7-5 می‌رسد. ضخامت ریشه در حدود cm5/2-1 می‌باشد و بخش اصلی آن حالتی دوکی شکل و معمولاً ۲ شاخه در انتها را به خود می‌گیرد. معمولاً ریشه چه‌های کوچکی نیز از اطراف آن به سمت خارج رشد می‌کنند. ریشه این گیاهان در بین دوران ۳ تا۱۰ سالگی گیاه قابل برداشت است و در صورت گذشت سالیان بسیار دراز به تدریج فرسوده شده و تغییر شکل می‌دهد و می‌تواند منفذدار و چوبی شود.
این گیاه در حدود سال چهارم از زندگی خود شروع به گل دادن می‌کند و پس از سپری کردن حدوداً ۴ تا ۶ سال از عمر خود، ریشه اش، به بلوغ می‌رسد جالب این که اهمیت این گیاهان در چین تا به حدی است که صادرات بذر این گیاه ممنوع است و از گیاهان تحت حفاظت در این سرزمین به‌شمار می‌آیند. همچنین در کشور روسیه کندن گونه‌هایی وحشی این گیاهان غیرقانونی است و در صورت تخلف شرایط خاص خود را دارا می‌باشد. پس از برداشت گیاه آن، زمین در حدود ۴ الی ۶ سال قابل کشت مجدد جینسنگ نیست.

### رنگ
محدوده رنگی در بین ریشه این گیاه از زرد بسیار کم رنگ مایل به سفید تا خرمایی و قهوه‌ای در انواع آمریکایی آن است. این گیاه دارای ساقه‌ای برافراشته با ارتفاعی که می‌تواند به یک فوت نیز برسد و برگ‌های سبز رنگ با کناره‌های مضرس، میوه‌ای مشابه به تمشک یا شاتوت با تجمع خوشه‌ای مشابه، به رنگ قرمز روشن در لابلای برگ‌های نسبتاً پهن و زیبای آن به‌طور جالبی خود نمایی می‌کند.

## تاریخچه

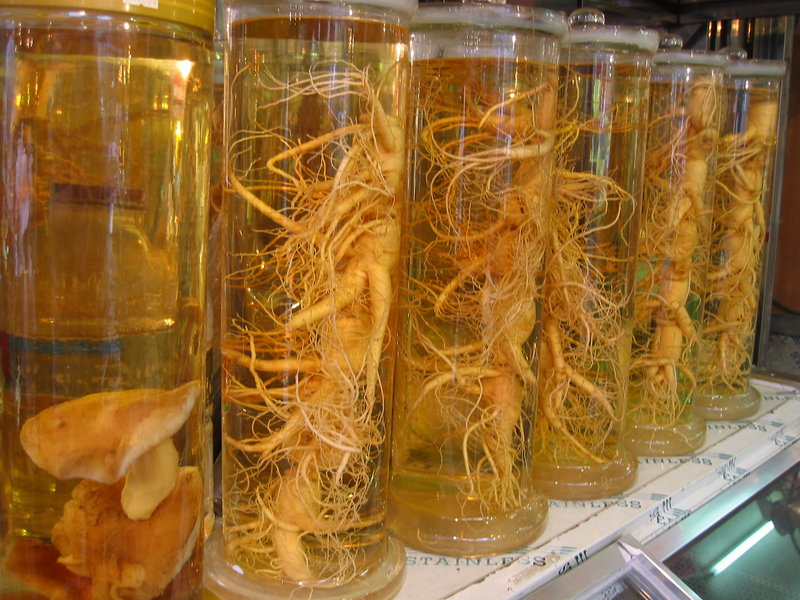
ریشه‌های گیاه جینسنگ

این گیاه در زمره گیاهان بومی مناطق شرقی آسیا و شمال آمریکا به‌شمار می‌آید ریشه آن به عنوان دارویی اساطیری، بیش از هزاران سال است که در میان مردم کشورهای چین، کره، تایلند، ویتنام، منچوری و نیز در بین سرخپوستان آمریکایی مورد مصرف قرار می‌گیرد. این گیاه قرن هاست که به منظور بهبود عملکرد حافظه، کاهش استرس، درمان ناتوانی، سستی و سایر علائم ناشی از فرسودگی و افزایش سن و همچنین برای افزایش طول عمر افراد مورد استفاده قرار می‌گیرد. این گیاه در دوران گذشته از چنان ارزش والایی در شرق برخوردار بود که به عنوان مثال در چین تنها امپراتوران حق جمع‌آوری و نگهداری ریشه‌های آن را داشتند و در دوران‌های بعد نیز به عنوان جزئی جدایی ناپذیر از وعده غذایی پادشاهان و امپراتوران به منظور افزایش قوای جسمانی، ذهنی، و به عنوان اکسیر جوانی و شادابی جایگاه خود را همچنان حفظ نمود.

### چین
ریشه این گیاه از چنان جایگاهی در میان بومیان چینی و درطب سنتی آن دوران بر خوردار بوده‌اند که اطبای کهن، از آن به عنوان جزئی لاینفک در همه نسخه‌های تجویزی خود استفاده می‌کردند و آن را در درمان هر نوع بیماری مفید می‌دانستند، این چنین بود که ریشه‌های آماده شده این گیاه (پس از طی مراحل تکمیلی) توسط خود بیمار به منظور بازیابی سلامت گذشته و از دست رفته یا توسط افراد سالم برای دستیابی و بهره‌مندی از خواص بی‌نظیر و شگفت‌آور این گیاه جویده می‌شدند.

### آشنایی غرب با جینسنگ
اگر چه جینسنگ بیش از ۴۰۰۰ سال است که مورد استفاده قرار می‌گیرد و نام آن به عنوان ارزنده‌ترین و محبوب‌ترین گیاه در میان نوشته‌های بدست آمده از ۲۰۰۰ سال پیش در چین قابل رویت است، اولین بار توسط گیاه‌شناسی به نام کولینسون (Collinson) در سال ۱۷۴۰ به جامعه علمی انگلستان شناسانده شد در قرن ۱۹ هم‌زمان یک کشیش که به عنوان مبلغ مذهبی پا به سرزمین چین نهاده بود پس از آشنایی با فواید این گیاه اعجاب‌آور مقاله‌ای ارائه داد با عنوان «شرحی دربارهٔ گیاهی تاتاری به نام جینسنگ» و در مورد خواص درمانی آن مطالبی منتشر ساخت و نقش بسزایی را در شناساندن این گیاه به مردم دیگر کشورها ایفا کرد.
این ماده قرن‌ها به صورت سنتی در سراسر آسیا و آمریکای شمالی مورد استفاده قرار می‌گرفت، این داروی گیاهی باعث افزایش توجه، حافظه و تمرکز می‌شود. و حتی به عنوان یک مکمل آرام بخش برای افرادی که دچار اضطراب می‌شوند مورد استفاده قرار می‌گیرد.

### جینسنگ قرمز
در دوران باستان جینسنگ قرمز به جینسنگی گفته می‌شد که پس از عملیات خشک شدن در برابر نور آفتاب به دست می‌آمد؛ ولی در دوران مدرن جینسنگ قرمز معمولاً طی پروسه بخار دادن که تأثیر مشابه‌ای را بر روی رنگ آن می‌گذارد حاصل می‌شود. در هر دو صورت این تغییر رنگ در نتیجه کاراملیزه شدن قندهای موجود در ریشه این گیاه اتفاق می‌افتد. به نظر می‌آید که تفاوت چندانی میان ریشه خشک شده در آفتاب یا بخار داده شده جینسنگ (جینسنگ قرمز) با ریشه معمولی جوشانده شده آن (جینسنگ سفید) در خواص، وجود نداشته باشد.
تحقیقات انجام شده در دانشگاه توکیو نشان داده‌است که جینسنگ قرمز کره‌ای می‌تواند با تحریک سلول‌های مغزی از نابودی تدریجی سلول‌های مغر جلوگیری کند و قادر به افزایش و توسعه فعالیت‌های ذهنی و بهبود و ارتقای عملکرد یادگیری و حافظه شود. هم‌اکنون در بسیاری از کشورها از این ماده برای درمان ناباروری و اختلالات اسپرم‌سازی در مردان استفاده می‌شود.

## گونه‌ها
- جینسنگ آمریکایی نسبت به مشابه چینی خود کوچکتر است و در بخش‌های شمالی آمریکا رشد می‌کند. جینسنگ آمریکایی توسط سرخپوستان (مردمان بومی آن مناطق) به منظور درمان بسیاری از بیماری‌ها مورد استفاده قرار می‌گیرد. این گیاه دارای لعاب (شیره‌ای) مشابه شیره گیاه شیرین‌بیان است که علاوه بر مواد شیرین موجود در آن برخی مواقع با مقادیری مواد تلخ و نیز انواعی از ترکیبات معطر همراه می‌باشد. این شیره می‌تواند بوی ملایمی داشته باشد یا اصلاً بویی نداشته یاشد. موضوع قابل ذکر دیگر در مورد این گیاه آن است که این گیاه با استقبال بسیار خوبی در آسیا مواجه شده به‌طوری‌که امروزه بیش از ۸۵ درصد جینسنگ کشت داده شده در آمریکا به بازارهای آسیایی صادر می‌گردند.
- جینسنگ ژاپنی: این نوع جینسنگ از نظر محتویات فعال مشابه جینسنگ چینی بوده ولی با میزانی بسیار کمتر.
- جینسنگ سیبری را نمی‌توان در رده جینسنگ حقیقی به حساب آورد. این نوع از جینسنگ به عنوان جینسنگ ارزان‌قیمت و با کیفیت دارویی پایین به فروش می‌رسد.
- جینسنگ چینی کاملاً با جینسنگ آسیایی از نظر قدرت عمل فواید دارویی و درمانی و از نظر موارد استفاده متفاوت است. از جمله موارد درمانی که از این گیاه استفاده می‌شود، می‌توان به متوقف کردن خون‌ریزی و تسکین درد اشاره کرد.
- جینسنگ هیمالیایی خواص درمانی و دارویی‌اش در مقایسه با جینسنگ آسیایی بسیار کمتر بوده و هیمالیایی‌ها از آن در درمان کم‌اشتهایی و موارد دُش‌گواری بهره می‌گیرند.
- جینسنگ کوتوله از انواع نادر جینسنگ آمریکایی به‌شمار می‌آید و سرخپوستان آمریکایی معمولاً از آن در درمان سردرد، سرفه، سوء هاضمه بهره می‌گیرند.
- جینسنگ پرویی که به ماکا هم شهرت دارد، اثرات زیادی در تندرستی انسان دارد و باعث افزایش قدرت جنسی می‌شود و با ناباروری زنان نیز مقابله می‌کند.

## خواص درمانی
مزایای متعددی برای جینسنگ گزارش شده‌است. با این حال، برای تأیید این، تحقیقات بیشتری لازم است. جینسنگ به‌طور سنتی برای کمک به طیف وسیعی از بهبود سلامتی در نظر گرفته شده اما دانشمندان غربی و متخصصان بهداشت، اغلب خواص دارویی جینسنگ را مورد سؤال قرار می‌دهند و معتقدند تحقیقات بیشتری برای تأیید فواید آن به عنوان یک مکمل غذایی ضروری است. هیچ شواهد قطعی وجود ندارد که اثربخشی واقعی جینسنگ را تأیید کند. محصولات دارای جینسنگ می‌توانند با کیفیت و خواص دارویی متفاوتی همراه باشند. بررسی این محصولات قبل از خرید به شدت توصیه می‌شود. بعضی از محصولات حاوی مقادیر کم یا نامنظم جینسنگ بوده و برخی از آن‌ها حاوی مواد دیگری است.
شواهد مستند نشان می‌دهد که گیاه جینسنگ دارای آثار متعدد فارماکولوژی از جمله دارای اثر ضد خستگی (تقویت‌کننده قوای جسمی و فکری) می‌باشد. مطالعات آزمایشگاهی نشان داده‌اند که بسیاری از اثرات ضد خستگی جینسنگ مربوط به اثر محرک جینسنگ روی سیستم اعصاب مرکزی است.
از جینسنگ در طب سنتی برای درمان دیابت، تقویت قوای جسمی و جنسی و نیز به عنوان مکمل غذایی استفاده می‌شده‌است. در طب نوین نیز مطالعات نشان داده‌اند که استفاده از جینسنگ به عنوان مکمل غذایی باعث بهبود کیفیت زندگی شده‌اند که می‌تواند به خاطر خاصیت ضدالتهابی جینسنوزایدها و اثر آن‌ها در مقابله بهتر بدن با استرس باشد. برای درمان سرطان نیز این گیاه بسیار توصیه می‌شود.
جینسنگ را به عنوان یک عامل پیشگیری‌کننده و نیز اعاده‌کننده و کارا به منظور افزایش ظرفیت جسمانی و ذهنی و روانی تأیید کرده و نقش به سزای آن را به منظور کمک در بهبود عوارضی چون ضعف، ناتوانی، از دست دادن تمرکز در طول دوره نقاهت مورد توجه قرار داده‌است و بیشتر محرک ذهن است . تاکنون حدود ۳۰ نوع مختلف آن از ریشه این گیاهان تخلیص شده و مورد بررسی قرار گرفته‌است.
محققان اظهار می‌کنند که مزایای بهداشتی زیر به جینسنگ مرتبط است:
1. افزایش انرژی (نیرومندتر ساختن بدن)
2. بهبود عملکرد شناختی (بهبود فرآیندهای تفکر و ادراک)
3. اثرات ضدالتهابی
4. درمان اختلال نعوظ
5. پیشگیری از آنفلوانزا
6. کاهش قند خون

## افزایش انرژی (نیرومندتر ساختن بدن):
طی تحقیقات اثبات شده است که جینسینگ به کاهش خستگی و افزایش سطح انرژی کمک می‌کند. مطالعات مختلف انجام شده بر روی حیوانات نشان داد که  اجزای موجود در جینسینگ مانند پلی ساکاریدها و الیگوپپتیدها می‌توانند سبب کاهش استرس اکسیداتیو شود و همچنین تولید انرژی را در سلول‌ها بالاتر می‌برد. افزایش تولید انرژی در سلول می‌تواند به کاهش خستگی کمک کند . 

## جینسینگ و اثرات شفابخش آن در دوران یائسگی[۹]
جینسینگ، خواص فوق العاده زیادی دارد. از میان این خواص بی‌شمار، اثرات شفابخش جینسینگ در دوران یائسگی بسیار مورد توجه قرار گرفته است. بنابراین اگر کسی می‌خواهد بهترین مکمل را برای تسکین علائم یائسگی مصرف کند، مکمل‌های حاوی جینسینگ می‌توانند بهترین گزینه باشند.
مطالعه‌ای در سال 2014 با هدف بررسی اثرات جینسینگ قرمز بر استرس اکسیداتیو و مقاومت به انسولین در زنان یائسه انجام شد. این مطالعه بر روی 82 زن یائسه که در سنین 45-60 سال بودند؛ انجام شد. به نیمی از این افراد روزانه 3 گرم جینسینگ به مدت 12 هفته داده شد. نتیجه این مطالعه نشان می‌دهد که جینسینگ قرمز کره‌ای با افزایش فعالیت آنزیم آنتی اکسیدانی در زنان یائسه، استرس اکسیداتیو را کاهش دهد.
مطالعه دیگری در 2016 با هدف بررسی اثرات مختلف جینسینگ برای کنترل سلامت زنان یائسه انجام شد. نتایج این مطالعه نشان می‌دهد که جینسینگ به کنترل علائم و احساسات ناراحت کننده در دوران یائسگی کمک می‌کند. این فواید فراتر از کاهش برخی عوارض جانبی منفی یائسگی می‌باشد. برخلاف ریشه معمولی جینسینگ، جینسینگ قرمز کره‌ای حاوی سطوح بالاتری از جین‌سنوزیدهای فعال می‌باشد. جینسینگ قرمز کره‌ای همچنین عملکرد مغز و حافظه را نیز بهبود می‌بخشد.  استرس، اضطراب و خستگی را کاهش می‌دهد. همچنین استقامت و قدرت تمرکز را نیز افزایش می‌دهد.

## اثر جینسینگ بر بهبود گردش خون و فعالیت آنتی اکسیدانی[۱۲]
جینسینگ و جین سینوزیدها دارای خواص شل کنندگی عروق، آنتی اکسیدانی، ضد التهابی و ضد سرطانی هستند. علاوه بر این، جین سینوزیدها بر روی سیستم عصبی نیز تاثیر گذار هستند. نکته جالب و قابل توجه اینجاست که اثربخشی جینسینگ در افراد مبتلا به بیماری در مقایسه با افراد سالم، بسیار بیشتر است. یعنی جینسینگ در افراد بیمار فواید بیشتری نشان داده است.
مطالعه مروری قبلی، شواهد بسیار خوبی را در مورد پتانسیل درمانی جینسینگ، برای CVD نشان داد. این مطالعه نشان داد که جینسینگ از طریق مکانیسم‌های مختلف، از جمله آنتی اکسیدان، اصلاح عملکرد وازوموتور، کاهش چسبندگی پلاکت، تأثیر بر کانال‌های یونی، تغییر آزادسازی انتقال‌دهنده‌های عصبی خودمختار، بهبود پروفایل لیپیدی، مزایای بالقوه‌ای بر سیستم قلبی عروقی دارد.
مطالعه‌ای با هدف بررسی اثرات جین سینوزیدها Rb1، یکی از اجزای اصلی موجود در جینسینگ، بر اختلال عملکرد اندوتلیال ناشی از Hcy (Homocysteine) و تغییرات مولکولی در شریان‌های کرونر خوک انجام گرفت. این مطالعه، اولین مطالعه‌ای است که نشان می‌دهد جین سینوزیدها Rb1 می‌تواند به‌طور موثری اختلال عملکرد اندوتلیال ناشی از Hcy را مسدود کند. همچنین این مطالعه نشان داد که Rb1  تولید آنیون سوپراکسید و کاهش eNOS را در شریان‌های کرونر خوک مسدود کرد.
جین سینوزید  Re یک آنتی اکسیدان قوی است که از قلب در برابر آسیب‌های ناشی از اکسیدان‌ها محافظت می‌کند. مکانیسم عمل جین سینوزید  Re، مهار رادیکال‌ها می‌باشد. جین سینوزید  Re می‌تواند H2O2 و هیدروکسیل را به‌طور ویژه‌ای مهار کند. این جین سینوزید نقش مهمی در اثرات آنتی اکسیدانی برای افزایش بقای قلب و عملکرد انقباضی در طول ایسکمی و خونرسانی مجدد دارد. این نتایج نشان می‌دهد که جین سینوزیدها Re به عنوان یک آنتی اکسیدان عمل می‌کند. این ماده از کاردیومیوسیت‌ها در برابر آسیب اکسیدان ناشی از اکسیدان‌های اگزوژن و اندوژن محافظت می‌کند. اثرات محافظتی جین سینوزید Re به مهار رادیکال‌های H2O2 و هیدروکسیل نسبت داده می‌شود.

## عوارض جانبی
ممکن است جینسنگ به عنوان یک عارضه جانبی باعث سردرد شود. اگرچه مصرف جینسنگ ایمن در نظر گرفته شده‌است اما همه عوارض جانبی جینسنگ شناخته شده نیستند. در برخی موارد عوارض جانبی زیر برای جینسنگ گزارش شده‌است:
- مشکلات سردرد
- مشکلات گوارشی
- تغییرات در فشار خون و قند خون
- تحریک پذیری
- برافروختگی
- تاری دید
- واکنش شدید پوست
- ورم
- اسهال
- خونریزی
- سرگیجه
- خشکی دهان
- کاهش ضربان قلب
- تشنج
- گلو درد

همچنین زنان ممکن است تورم سینه‌ها و خون‌ریزی واژینال را تجربه کنند.

## طریقه مصرف جینسنگ
ریشه خشک شده این گیاه سال‌هاست که مورد استفاده خوراکی افراد قرار می‌گیرد. این ریشه خشک شده می‌تواند به تنهایی به صورت دم کرده (نه به صورت جوشانده) یا به عنوان بخشی از یک نوشیدنی دم شده گیاهی همراه با سایر گیاهان یا حتی به صورت افزودنی به سوپ یا به شکل قرص مورد مصرف قرار بگیرد. اما رایج‌ترین شکل استفاده از آن، به صورت دم کرده و چای یا به صورت عصاره (شیره) می‌باشد.
نکته مهم : 《جوشاندن این گیاه باعث ایجاد ماده ای سمی در آن میشود.》